# Turbigo
Turbigo là một đô thị ở tỉnh Milano, vùng Lombardia của Italia, khoảng 35 km về phía tây của tỉnh lỵ Milano. Tại thời điểm ngày 31 tháng 12 năm 2004, đô thị này có dân số 7.486 người và diện tích là 8,5 km².
Turbigo giáp các đô thị: Castano Primo, Cameri, Robecchetto con Induno, Galliate.